# Hofen (Weitnau)
Hofen (mundartlich: Hovə, Hofə, uv Hovə na(b); oft auch Kleinweiler-Hofen genannt) ist ein Gemeindeteil der Marktgemeinde Weitnau im bayerisch-schwäbischen Landkreis Oberallgäu.

## Geographie
Das Dorf liegt circa drei Kilometer nordwestlich des Hauptorts Weitnau. Durch die Ortschaft verlaufen die Bundesstraße 12 sowie die Untere Argen. Westlich von Hofen verläuft die Ländergrenze zu Isny im Allgäu in Baden-Württemberg. Baulich grenzt der Ort im Norden an den Wohnplatz Argen der Stadt Isny.

## Ortsname
Der Ortsname stammt vom mittelhochdeutschen Wort hof, das Ökonomiehof, Inbegriff des Besitzes an Grundstücken und Gebäuden bedeutet.

## Geschichte
Hofen wurde erstmals im Jahr 1473 erwähnt. 1781 fand die Vereinödung des Orts statt. 1812 wurden sechs Güter in Hofen gezählt. In Hofen gründete Peter Früh eine Spulenfabrik, die 1924 durch die Emil Adolff, Papierhülsenfabrik aus Reutlingen übernommen wurde. Heute befindet sich hier das Gewerbegebiet Boschensäge. Durch den ehemaligen Bahnhof Kleinweiler-Hofen an der Bahnstrecke Kempten–Isny wird oftmals der Ort zusammen mit Kleinweiler genannt. Hofen gehörte einst der Herrschaft Trauchburg an und später der Gemeinde Wengen, die 1972 nach Weitnau eingemeindet wurde.

## Persönlichkeiten
- Chrysostomus Zodel (1920–1998), Journalist